# Sezonul de Formula 1 din 1952
Sezonul de Formula 1 din 1952 a fost cel de-al șaselea sezon al curselor auto de Formula 1 FIA, și a inclus cea de-a treia ediție a Campionatului Mondial al Piloților. Sezonul a fost disputat pe parcursul a opt curse, începând cu Marele Premiu al Elveției pe 18 mai și terminându-se cu Marele Premiu al Italiei pe 7 septembrie. În 1952 s-au desfășurat și multe alte curse care nu au făcut parte din campionat. Alberto Ascari, conducând pentru Scuderia Ferrari, a devenit campionul mondial la piloți.

## Rezumatul sezonului
Aflată în imposibilitatea de a finanța construirea unei noi mașini, Alfa Romeo s-a retras din competiție, lăsându-i pe cei de la Ferrari fără adversar. Acest lucru i-a determinat pe organizatorii multor curse să-și îndrepte atenția spre Formula 2. Aici, regulamentul impunea motoare de 2 litri normal aspirate, fapt ce a condus la o participare numeroasă atât din partea organizatorilor, cât și din partea competitorilor. Deși au luat startul multe mașini, victoriile au aparținut tot celor de la Ferrari. Ascari a câștigat șase Mari Premii. El a absentat de la Marele Premiu al Elveției întrucât era implicat în calificările cursei de la Indianapolis. Maserati și Gordini au opus o rezistență modestă, în timp ce prestațiile lui Mike Hawthorn (Cooper) i-au adus acestuia un loc la Ferrari, pentru 1953. Din cauza unui accident destul de grav petrecut la începutul sezonului, Juan Manuel Fangio a ratat toate cursele acestui an.
Toate cursele Campionatului Mondial s-au desfășurat după regulamentul Formulei 2. Din acest sezon, căștile de curse au fost făcute obligatorii în Formula 1.

## Piloții și echipele înscrise în campionat
Următorii piloți și constructori au participat în Campionatul Mondial al Piloților din 1952.
| Imagine          | Concurent                      | Constructor       | Motor                                  | Șasiu               | Pneu       | Piloți                | Piloți      |
| ---------------- | ------------------------------ | ----------------- | -------------------------------------- | ------------------- | ---------- | --------------------- | ----------- |
| Imagine          | Concurent                      | Constructor       | Motor                                  | Șasiu               | Pneu       | Numele pilotului      | Etape       |
|                  | AFM                            | AFM               | Küchen 2,0 V8                          | AFM                 | E          | Hans Stuck            | 1           |
| Alta F2          | Peter Whitehead                | Alta              | Alta F2 2,0 L4                         | F2                  | D          | Peter Whitehead       | 4           |
| Alta F2          | Peter Whitehead                | Alta              | Alta F2 2,0 L4                         | F2                  | D          | Graham Whitehead      | 5           |
|                  | W. S. Aston                    | Aston Butterworth | Butterworth 2,0 F4                     | NB41                | D          | Bill Aston            | 5–6, 8      |
| BMW Eigenbau     | Marcel Balsa                   | BMW               | BMW 328 2,0 L6                         | Spécial             | E          | Marcel Balsa          | 6           |
| BMW Eigenbau     | Bernhard Nacke                 | BMW               | BMW 328 2,0 L6                         | Eigenbau            | ?          | Günther Bechem        | 6           |
| BMW Eigenbau     | Ernst Klodwig                  | BMW               | BMW 328 2,0 L6                         | Eigenbau            | ?          | Ernst Klodwig         | 6           |
| BMW Eigenbau     | Rudolf Krause                  | BMW               | BMW 328 2,0 L6                         | Eigenbau            | ?          | Rudolf Krause         | 6           |
| Cisitalia D46    | Piero Dusio                    | Cisitalia         | BPM 2,0 L4                             | D46                 | P          | Piero Dusio           | 8           |
| Connaught Type A | Connaught Engineering          | Connaught         | Lea Francis 2,0 L4                     | Type A              | D          | Kenneth McAlpine      | 5, 8        |
| Connaught Type A | Connaught Engineering          | Connaught         | Lea Francis 2,0 L4                     | Type A              | D          | Ken Downing           | 5           |
| Connaught Type A | Connaught Engineering          | Connaught         | Lea Francis 2,0 L4                     | Type A              | D          | Eric Thompson         | 5           |
| Connaught Type A | Connaught Engineering          | Connaught         | Lea Francis 2,0 L4                     | Type A              | D          | Dennis Poore          | 5, 8        |
| Connaught Type A | Connaught Engineering          | Connaught         | Lea Francis 2,0 L4                     | Type A              | D          | Stirling Moss         | 8           |
| Cooper T20       | Écurie Richmond                | Cooper            | Bristol BS1 2,0 L6                     | T20                 | D          | Eric Brandon          | 1, 3, 5, 8  |
| Cooper T20       | Écurie Richmond                | Cooper            | Bristol BS1 2,0 L6                     | T20                 | D          | Alan Brown            | 1, 3, 5, 8  |
| Cooper T20       | Leslie D. Hawthorn             | Cooper            | Bristol BS1 2,0 L6                     | T20                 | D          | Mike Hawthorn         | 3, 5, 7–8   |
| Cooper T20       | Archie Bryde AHM Bryde         | Cooper            | Bristol BS1 2,0 L6                     | T20                 | D          | Mike Hawthorn         | 4           |
| Cooper T20       | Archie Bryde AHM Bryde         | Cooper            | Bristol BS1 2,0 L6                     | T20                 | D          | Reg Parnell           | 5           |
| Cooper T20       | Écurie Écosse                  | Cooper            | Bristol BS1 2,0 L6                     | T20                 | D          | David Murray          | 5           |
|                  | English Racing Automobiles Ltd | ERA               | Bristol BS1 2,0 L6                     | G-Type              | D          | Stirling Moss         | 3, 5, 7     |
| Ferrari Tipo 500 | Scuderia Ferrari               | Ferrari           | Ferrari 500 2,0 L4 Ferrari 375 4,5 V12 | 500 375S            | P F        | Giuseppe Farina       | 1, 3–8      |
| Ferrari Tipo 500 | Scuderia Ferrari               | Ferrari           | Ferrari 500 2,0 L4 Ferrari 375 4,5 V12 | 500 375S            | P F        | Piero Taruffi         | 1, 3–6, 8   |
| Ferrari Tipo 500 | Scuderia Ferrari               | Ferrari           | Ferrari 500 2,0 L4 Ferrari 375 4,5 V12 | 500 375S            | P F        | André Simon           | 1, 8        |
| Ferrari Tipo 500 | Scuderia Ferrari               | Ferrari           | Ferrari 500 2,0 L4 Ferrari 375 4,5 V12 | 500 375S            | P F        | Alberto Ascari        | 2–8         |
| Ferrari Tipo 500 | Scuderia Ferrari               | Ferrari           | Ferrari 500 2,0 L4 Ferrari 375 4,5 V12 | 500 375S            | P F        | Luigi Villoresi       | 7–8         |
| Gordini Type 16  | Équipe Gordini                 | Gordini           | Gordini 20 2,0 L6 Gordini 1500 1,5 L4  | Type 16 Type 16S 15 | E          | Jean Behra            | 1, 3–4, 6–8 |
| Gordini Type 16  | Équipe Gordini                 | Gordini           | Gordini 20 2,0 L6 Gordini 1500 1,5 L4  | Type 16 Type 16S 15 | E          | Robert Manzon         | 1, 3–8      |
| Gordini Type 16  | Équipe Gordini                 | Gordini           | Gordini 20 2,0 L6 Gordini 1500 1,5 L4  | Type 16 Type 16S 15 | E          | Birabongse Bhanudej   | 1, 3–5      |
| Gordini Type 16  | Équipe Gordini                 | Gordini           | Gordini 20 2,0 L6 Gordini 1500 1,5 L4  | Type 16 Type 16S 15 | E          | Johnny Claes          | 3           |
| Gordini Type 16  | Équipe Gordini                 | Gordini           | Gordini 20 2,0 L6 Gordini 1500 1,5 L4  | Type 16 Type 16S 15 | E          | Maurice Trintignant   | 4–8         |
|                  | Scuderia Franera               | Frazer-Nash       | Bristol BS1 2,0 L6                     | FN48                | D          | Ken Wharton           | 1, 3, 7–8   |
| Tony Crook       | BMW 328 2,0 L6                 | Frazer-Nash       | 421                                    | D                   | Tony Crook | 5                     |             |
| HWM 52           | HW Motors                      | HWM               | Alta F2 2,0 L4                         | 52 51/52            | D          | George Abecassis      | 1           |
| HWM 52           | HW Motors                      | HWM               | Alta F2 2,0 L4                         | 52 51/52            | D          | Peter Collins         | 1, 3–6, 8   |
| HWM 52           | HW Motors                      | HWM               | Alta F2 2,0 L4                         | 52 51/52            | D          | Lance Macklin         | 1, 3–5, 7–8 |
| HWM 52           | HW Motors                      | HWM               | Alta F2 2,0 L4                         | 52 51/52            | D          | Stirling Moss         | 1           |
| HWM 52           | HW Motors                      | HWM               | Alta F2 2,0 L4                         | 52 51/52            | D          | Paul Frère            | 3, 6        |
| HWM 52           | HW Motors                      | HWM               | Alta F2 2,0 L4                         | 52 51/52            | D          | Roger Laurent         | 3           |
| HWM 52           | HW Motors                      | HWM               | Alta F2 2,0 L4                         | 52 51/52            | D          | Yves Giraud-Cabantous | 4           |
| HWM 52           | HW Motors                      | HWM               | Alta F2 2,0 L4                         | 52 51/52            | D          | Duncan Hamilton       | 5, 7        |
| HWM 52           | HW Motors                      | HWM               | Alta F2 2,0 L4                         | 52 51/52            | D          | Johnny Claes          | 6           |
| HWM 52           | HW Motors                      | HWM               | Alta F2 2,0 L4                         | 52 51/52            | D          | Dries van der Lof     | 7           |
| Maserati A6GCM   | Officine Alfieri Maserati      | Maserati          | Maserati A6 2,0 L6                     | A6GCM               | P          | Felice Bonetto        | 6, 8        |
| Maserati A6GCM   | Officine Alfieri Maserati      | Maserati          | Maserati A6 2,0 L6                     | A6GCM               | P          | Franco Rol            | 8           |
| Maserati A6GCM   | Officine Alfieri Maserati      | Maserati          | Maserati A6 2,0 L6                     | A6GCM               | P          | José Froilán González | 8           |
|                  | Élie Bayol                     | OSCA              | OSCA 2000 2,0 L6                       | 20                  | P          | Élie Bayol            | 8           |
| Veritas Meteor   | Toni Ulmen                     | Veritas           | Veritas 2,0 L6                         | Meteor              | D          | Toni Ulmen            | 1, 6        |
| Veritas Meteor   | Arthur Legat                   | Veritas           | Veritas 2,0 L6                         | Meteor              | E          | Arthur Legat          | 3           |
| Veritas Meteor   | Motor Presse Verlag            | Veritas           | Veritas 2,0 L6                         | Meteor              | ?          | Paul Pietsch          | 6           |
| Veritas Meteor   | Hans Klenk                     | Veritas           | Veritas 2,0 L6                         | Meteor              | ?          | Hans Klenk            | 6           |
| Veritas RS       | Fritz Riess                    | Veritas           | Veritas 2,0 L6                         | RS                  | ?          | Fritz Riess           | 6           |
| Veritas RS       | Theo Helfrich                  | Veritas           | Veritas 2,0 L6                         | RS                  | ?          | Theo Helfrich         | 6           |
| Veritas RS       | Adolf Brudes                   | Veritas           | Veritas 2,0 L6                         | RS                  | ?          | Adolf Brudes          | 6           |
| Veritas RS       | Josef Peters                   | Veritas           | Veritas 2,0 L6                         | RS                  | ?          | Josef Peters          | 6           |
| Imagine          | Concurent                      | Constructor       | Motor                                  | Șasiu               | Pneu       | Numele pilotului      | Etape       |
| Imagine          | Concurent                      | Constructor       | Motor                                  | Șasiu               | Pneu       | Piloți                |             |

Piloții și echipele private care nu și-au construit propriul șasiu și au folosit șasiurile constructorilor existenți sunt arătați mai jos.
| Concurent                     | Constructor afiliat | Motor                                  | Șasiu      | Pneu | Piloți                        | Piloți    |
| ----------------------------- | ------------------- | -------------------------------------- | ---------- | ---- | ----------------------------- | --------- |
| Concurent                     | Constructor afiliat | Motor                                  | Șasiu      | Pneu | Numele pilotului              | Etape     |
| Écurie Rosier                 | Ferrari             | Ferrari 500 2,0 L4 Ferrari 166 2,0 V12 | 500 166/F2 | D P  | Louis Rosier                  | 1, 3–4, 8 |
| Écurie Rosier                 | Ferrari             | Ferrari 500 2,0 L4 Ferrari 166 2,0 V12 | 500 166/F2 | D P  | Maurice Trintignant           | 1         |
| Enrico Platé                  | Maserati            | Platé 2,0 L4                           | 4CLT/48    | P    | Toulo de Graffenried          | 1, 4–5, 8 |
| Enrico Platé                  | Maserati            | Platé 2,0 L4                           | 4CLT/48    | P    | Harry Schell                  | 1, 4–5    |
| Enrico Platé                  | Maserati            | Platé 2,0 L4                           | 4CLT/48    | P    | Alberto Crespo                | 8         |
| Écurie Espadon                | Ferrari             | Ferrari 500 2,0 L4 Ferrari 166 2,0 V12 | 500 212 F1 | P    | Rudi Fischer                  | 1, 4–6, 8 |
| Écurie Espadon                | Ferrari             | Ferrari 500 2,0 L4 Ferrari 166 2,0 V12 | 500 212 F1 | P    | Peter Hirt                    | 1, 4–5    |
| Écurie Espadon                | Ferrari             | Ferrari 500 2,0 L4 Ferrari 166 2,0 V12 | 500 212 F1 | P    | Rudolf Schoeller              | 6         |
| Écurie Espadon                | Ferrari             | Ferrari 500 2,0 L4 Ferrari 166 2,0 V12 | 500 212 F1 | P    | Hans Stuck                    | 8         |
| Alfred Dattner                | Simca-Gordini       | Gordini 1500 1,5 L4                    | 11         | E    | Max de Terra                  | 1         |
| Écurie Francorchamps          | Ferrari             | Ferrari 500 2,0 L4                     | 500        | E    | Charles de Tornaco            | 3, 7–8    |
| Écurie Francorchamps          | Ferrari             | Ferrari 500 2,0 L4                     | 500        | E    | Roger Laurent                 | 6         |
| Robin Montgomerie-Charrington | Aston-Butterworth   | Butterworth 2,0 F4                     | NB42       | D    | Robin Montgomerie-Charrington | 3         |
| Tony Gaze                     | HWM                 | Alta F2 2,0 L4                         | 52         | D    | Tony Gaze                     | 3, 5–6, 8 |
| Robert O' Brien               | Simca-Gordini       | Gordini 1500 1,5 L4                    | 15         | E    | Robert O' Brien               | 3         |
| Peter Whitehead               | Ferrari             | Ferrari 166 2,0 V12                    | 125/F2     | D    | Peter Whitehead               | 5, 8      |
| Escuderia Bandeirantes        | Maserati            | Maserati A6 2,0 L6                     | A6GCM      | P    | Philippe Étancelin            | 4         |
| Escuderia Bandeirantes        | Maserati            | Maserati A6 2,0 L6                     | A6GCM      | P    | Gino Bianco                   | 5–8       |
| Escuderia Bandeirantes        | Maserati            | Maserati A6 2,0 L6                     | A6GCM      | P    | Eitel Cantoni                 | 5–6, 8    |
| Escuderia Bandeirantes        | Maserati            | Maserati A6 2,0 L6                     | A6GCM      | P    | Chico Landi                   | 7–8       |
| Escuderia Bandeirantes        | Maserati            | Maserati A6 2,0 L6                     | A6GCM      | P    | Jan Flinterman                | 7         |
| Écurie Belge                  | Simca-Gordini       | Gordini 1500 1,5 L4                    | 15         | E    | Johnny Claes                  | 4–5       |
| Écurie Belge                  | Simca-Gordini       | Gordini 1500 1,5 L4                    | 15         | E    | Paul Frère                    | 7         |
| Scuderia Marzotto             | Ferrari             | Ferrari 166 2,0 V12                    | 166/F2     | P    | Franco Comotti                | 4         |
| Scuderia Marzotto             | Ferrari             | Ferrari 166 2,0 V12                    | 166/F2     | P    | Piero Carini                  | 4, 6      |
| G. Caprara                    | Ferrari             | Ferrari 500 2,0 L4                     | 500        | D    | Roy Salvadori                 | 5         |
| Willi Heeks                   | AFM                 | BMW 328 2,0 L6                         | 8          | ?    | Willi Heeks                   | 6         |
| Helmut Niedermayr             | AFM                 | BMW 328 2,0 L6                         | 6          | ?    | Helmut Niedermayr             | 6         |
| Ludwig Fischer                | AFM                 | BMW 328 2,0 L6                         | 8          | ?    | Ludwig Fischer                | 6         |
| Willi Krakau                  | AFM                 | BMW 328 2,0 L6                         | 6          | ?    | Willi Krakau                  | 6         |
| Ken Downing                   | Connaught           | Lea Francis 2,0 L4                     | Type A     | D    | Ken Downing                   | 7         |
| Vicomtesse de Walckiers       | Simca-Gordini       | Gordini 1500 1,5 L4                    | 15         | E    | Johnny Claes                  | 8         |

- Notă: Tabelele de mai sus nu includ piloții și echipele care au participat doar la cursa de Campionat Mondial de la Indianapolis.

## Calendar
Următoarele șapte Mari Premii și Indianapolis 500 au avut loc în 1952.
| 1.                                      | 2.                                  | 3.                                       | 4.                                 |
| --------------------------------------- | ----------------------------------- | ---------------------------------------- | ---------------------------------- |
| Marele Premiu al Elveției 18 mai        | Indianapolis 500 30 mai             | Marele Premiu al Belgiei 22 iunie        | Marele Premiu al Franței 6 iulie   |
| Bremgarten (S)                          | Indianapolis (P)                    | Spa-Francorchamps (S)                    | Rouen-Les-Essarts (S)              |
| 5.                                      | 6.                                  | 7.                                       | 8.                                 |
| Marele Premiu al Marii Britanii 5 iulie | Marele Premiu al Germaniei 18 iulie | Marele Premiu al Țărilor de Jos 2 august | Marele Premiu al Italiei 23 august |
| Silverstone (P)                         | Nürburgring (P)                     | Zandvoort (P)                            | Monza (P)                          |
| (P) - pistă; (S) - stradă.              |                                     |                                          |                                    |

## Rezultate
| Etapa | Mare Premiu          | Pole position   | Cel mai rapid tur                    | Pilotul câștigător | Constructorul câștigător | Pneu | Lider   | Lider |
| Etapa | Mare Premiu          | Pole position   | Cel mai rapid tur                    | Pilotul câștigător | Constructorul câștigător | Pneu | Pilot   | Dif.  |
| ----- | -------------------- | --------------- | ------------------------------------ | ------------------ | ------------------------ | ---- | ------- | ----- |
| 1     | MP al Elveției       | Giuseppe Farina | Piero Taruffi                        | Piero Taruffi      | Ferrari                  | P    | TAR     | 3     |
| 2     | Indianapolis 500     | Fred Agabashian | Bill Vukovich                        | Troy Ruttman       | Kuzma-Offenhauser        | F    | TAR     | 1     |
| 3     | MP al Belgiei        | Alberto Ascari  | Alberto Ascari                       | Alberto Ascari     | Ferrari                  | P    | TAR ASC | 0     |
| 4     | MP al Franței        | Alberto Ascari  | Alberto Ascari                       | Alberto Ascari     | Ferrari                  | P    | ASC     | 5     |
| 5     | MP al Marii Britanii | Giuseppe Farina | Alberto Ascari                       | Alberto Ascari     | Ferrari                  | P    | ASC     | 8     |
| 6     | MP al Germaniei      | Alberto Ascari  | Alberto Ascari                       | Alberto Ascari     | Ferrari                  | P    | ASC     | 14    |
| 7     | MP al Țărilor de Jos | Alberto Ascari  | Alberto Ascari                       | Alberto Ascari     | Ferrari                  | P    | ASC     | 12    |
| 8     | MP al Italiei        | Alberto Ascari  | Alberto Ascari José Froilán González | Alberto Ascari     | Ferrari                  | P    | ASC     | 12    |

## Clasamentul Campionatului Mondial al Piloților
Punctele au fost acordate pe o bază de 8–6–4–3–2 primilor cinci clasați în fiecare cursă, cu un punct suplimentar revenind pilotului care a stabilit cel mai rapid tur al cursei (dacă cel mai rapid tur a fost realizat de mai mulți piloți, punctul s-a împărțit egal la fiecare pilot). Punctele pentru piloții care au condus aceeași mașină au fost împărțite în mod egal, indiferent de cine a condus mai multe tururi. Doar cele mai bune patru rezultate au fost luate în considerare pentru Campionatul Mondial. FIA nu a acordat o clasificare în campionat acelor piloți care nu au obținut puncte.
| Poz. | Pilot                         | SUI | 500 | BEL  | FRA  | GBR | DEU  | NLD    | ITA    | Puncte    |
| ---- | ----------------------------- | --- | --- | ---- | ---- | --- | ---- | ------ | ------ | --------- |
| 1    | Alberto Ascari                |     | Ab  | 1P R | 1P R | 1R  | 1P R | (1)P R | (1)P R | 36 (53,5) |
| 2    | Giuseppe Farina               | AbP |     | 2    | 2    | 6P  | 2    | 2      | (4)    | 24 (27)   |
| 3    | Piero Taruffi                 | 1R  |     | Ab   | 3    | 2   | 4    |        | 7      | 22        |
| 4    | Rudi Fischer                  | 2   |     |      | 11   | 13  | 3    |        | Ab     | 10        |
| =    | Mike Hawthorn                 |     |     | 4    | Ab   | 3   |      | 4      | NC     | 10        |
| 6    | Robert Manzon                 | Ab  |     | 3    | 4    | Ab  | Ab   | 5      | 14     | 9         |
| 7    | Troy Ruttman                  |     | 1   |      |      |     |      |        |        | 8         |
| =    | Luigi Villoresi               |     |     |      |      |     |      | 3      | 3      | 8         |
| 9    | José Froilán González         |     |     |      |      |     |      |        | 2R     | 6,5       |
| 10   | Jim Rathmann                  |     | 2   |      |      |     |      |        |        | 6         |
| =    | Jean Behra                    | 3   |     | Ab   | 7    |     | 5    | Ab     | Ab     | 6         |
| 12   | Sam Hanks                     |     | 3   |      |      |     |      |        |        | 4         |
| 13   | Ken Wharton                   | 4   |     | Ab   |      |     |      | Ab     | 9      | 3         |
| =    | Dennis Poore                  |     |     |      |      | 4   |      |        | 12     | 3         |
| =    | Duane Carter                  |     | 4   |      |      |     |      |        |        | 3         |
| 16   | Alan Brown                    | 5   |     | 6    |      | 22  |      |        | 15     | 2         |
| =    | Maurice Trintignant           | NS  |     |      | 5    | Ab  | Ab   | 6      | Ab     | 2         |
| =    | Paul Frère                    |     |     | 5    |      |     | Ab   | Ab     |        | 2         |
| =    | Felice Bonetto                |     |     |      |      |     | DSC  |        | 5      | 2         |
| =    | Art Cross                     |     | 5   |      |      |     |      |        |        | 2         |
| =    | Eric Thompson                 |     |     |      |      | 5   |      |        |        | 2         |
| 22   | Bill Vukovich                 |     | 17R |      |      |     |      |        |        | 1         |
| —    | Roger Laurent                 |     |     | 12   |      |     | 6    |        |        | 0         |
| —    | Toulo de Graffenried          | 6   |     |      | Ab   | 19  |      |        | NSC    | 0         |
| —    | Peter Collins                 | Ab  |     | Ab   | 6    | Ab  | NS   |        | NSC    | 0         |
| —    | André Simon                   | Ab  |     |      |      |     |      |        | 6      | 0         |
| —    | Jimmy Bryan                   |     | 6   |      |      |     |      |        |        | 0         |
| —    | Peter Hirt                    | 7   |     |      | 11   | Ab  |      |        |        | 0         |
| —    | Charles de Tornaco            |     |     | 7    |      |     |      | Ab     | NSC    | 0         |
| —    | Duncan Hamilton               |     |     |      |      | Ab  |      | 7      |        | 0         |
| —    | Jimmy Reece                   |     | 7   |      |      |     |      |        |        | 0         |
| —    | Reg Parnell                   |     |     |      |      | 7   |      |        |        | 0         |
| —    | Fritz Riess                   |     |     |      |      |     | 7    |        |        | 0         |
| —    | Lance Macklin                 | Ab  |     | 11   | 9    | 15  |      | 8      | NSC    | 0         |
| —    | Eric Brandon                  | 8   |     | 9    |      | 20  |      |        | 13     | 0         |
| —    | Chico Landi                   |     |     |      |      |     |      | 9      | 8      | 0         |
| —    | Johnny Claes                  |     |     | 8    | Ab   | 14  | 10   |        | NSC    | 0         |
| —    | Toni Ulmen                    | Ab  |     |      |      |     | 8    |        |        | 0         |
| —    | George Connor                 |     | 8   |      |      |     |      |        |        | 0         |
| —    | Philippe Étancelin            |     |     |      | 8    |     |      |        |        | 0         |
| —    | Roy Salvadori                 |     |     |      |      | 8   |      |        |        | 0         |
| —    | Ken Downing                   |     |     |      |      | 9   |      | Ab     |        | 0         |
| —    | Cliff Griffith                |     | 9   |      |      |     |      |        |        | 0         |
| —    | Helmut Niedermayr             |     |     |      |      |     | 9    |        |        | 0         |
| —    | Jan Flinterman                |     |     |      |      |     |      | 9      |        | 0         |
| —    | Birabongse Bhanudej           | Ab  |     | 10   | Ab   | 11  |      |        |        | 0         |
| —    | Louis Rosier                  | Ab  |     | Ab   | Ab   |     |      |        | 10     | 0         |
| —    | Peter Whitehead               |     |     |      | Ab   | 10  |      |        | NSC    | 0         |
| —    | Johnnie Parsons               |     | 10  |      |      |     |      |        |        | 0         |
| —    | Yves Giraud-Cabantous         |     |     |      | 10   |     |      |        |        | 0         |
| —    | Eitel Cantoni                 |     |     |      |      | Ab  | Ab   |        | 11     | 0         |
| —    | Jack McGrath                  |     | 11  |      |      |     |      |        |        | 0         |
| —    | Hans Klenk                    |     |     |      |      |     | 11   |        |        | 0         |
| —    | Jim Rigsby                    |     | 12  |      |      |     |      |        |        | 0         |
| —    | Franco Comotti                |     |     |      | 12   |     |      |        |        | 0         |
| —    | Graham Whitehead              |     |     |      |      | 12  |      |        |        | 0         |
| —    | Ernst Klodwig                 |     |     |      |      |     | 12   |        |        | 0         |
| —    | Joe James                     |     | 13  |      |      |     |      |        |        | 0         |
| —    | Arthur Legat                  |     |     | 13   |      |     |      |        |        | 0         |
| —    | Bill Schindler                |     | 14  |      |      |     |      |        |        | 0         |
| —    | Robert O'Brien                |     |     | 14   |      |     |      |        |        | 0         |
| —    | Tony Gaze                     |     |     | 15   |      | Ab  | Ab   |        | NSC    | 0         |
| —    | George Fonder                 |     | 15  |      |      |     |      |        |        | 0         |
| —    | Kenneth McAlpine              |     |     |      |      | 16  |      |        | Ab     | 0         |
| —    | Eddie Johnson                 |     | 16  |      |      |     |      |        |        | 0         |
| —    | Harry Schell                  | Ab  |     |      | Ab   | 17  |      |        |        | 0         |
| —    | Gino Bianco                   |     |     |      |      | 18  | Ab   | Ab     | Ab     | 0         |
| —    | Chuck Stevenson               |     | 18  |      |      |     |      |        |        | 0         |
| —    | Henry Banks                   |     | 19  |      |      |     |      |        |        | 0         |
| —    | Manny Ayulo                   |     | 20  |      |      |     |      |        |        | 0         |
| —    | Johnny McDowell               |     | 21  |      |      |     |      |        |        | 0         |
| —    | Tony Crook                    |     |     |      |      | 21  |      |        |        | 0         |
| —    | Dries van der Lof             |     |     |      |      |     |      | NC     |        | 0         |
| —    | Stirling Moss                 | Ab  |     | Ab   |      | Ab  |      | Ab     | Ab     | 0         |
| —    | Piero Carini                  |     |     |      | Ab   |     | Ab   |        |        | 0         |
| —    | Bill Aston                    |     |     |      |      | NS  | Ab   |        | NSC    | 0         |
| —    | Hans Stuck                    | Ab  |     |      |      |     |      |        | NSC    | 0         |
| —    | George Abecassis              | Ab  |     |      |      |     |      |        |        | 0         |
| —    | Max de Terra                  | Ab  |     |      |      |     |      |        |        | 0         |
| —    | Spider Webb                   |     | Ab  |      |      |     |      |        |        | 0         |
| —    | Rodger Ward                   |     | Ab  |      |      |     |      |        |        | 0         |
| —    | Tony Bettenhausen             |     | Ab  |      |      |     |      |        |        | 0         |
| —    | Duke Nalon                    |     | Ab  |      |      |     |      |        |        | 0         |
| —    | Fred Agabashian               |     | AbP |      |      |     |      |        |        | 0         |
| —    | Bob Sweikert                  |     | Ab  |      |      |     |      |        |        | 0         |
| —    | Gene Hartley                  |     | Ab  |      |      |     |      |        |        | 0         |
| —    | Bob Scott                     |     | Ab  |      |      |     |      |        |        | 0         |
| —    | Chet Miller                   |     | Ab  |      |      |     |      |        |        | 0         |
| —    | Bobby Ball                    |     | Ab  |      |      |     |      |        |        | 0         |
| —    | Andy Linden                   |     | Ab  |      |      |     |      |        |        | 0         |
| —    | Robin Montgomerie-Charrington |     |     | Ab   |      |     |      |        |        | 0         |
| —    | David Murray                  |     |     |      |      | Ab  |      |        |        | 0         |
| —    | Willi Heeks                   |     |     |      |      |     | Ab   |        |        | 0         |
| —    | Adolf Brudes                  |     |     |      |      |     | Ab   |        |        | 0         |
| —    | Marcel Balsa                  |     |     |      |      |     | Ab   |        |        | 0         |
| —    | Günther Bechem                |     |     |      |      |     | Ab   |        |        | 0         |
| —    | Rudolf Krause                 |     |     |      |      |     | Ab   |        |        | 0         |
| —    | Rudolf Schoeller              |     |     |      |      |     | Ab   |        |        | 0         |
| —    | Paul Pietsch                  |     |     |      |      |     | Ab   |        |        | 0         |
| —    | Theo Helfrich                 |     |     |      |      |     | Ab   |        |        | 0         |
| —    | Josef Peters                  |     |     |      |      |     | Ab   |        |        | 0         |
| —    | Franco Rol                    |     |     |      |      |     |      |        | Ab     | 0         |
| —    | Élie Bayol                    |     |     |      |      |     |      |        | Ab     | 0         |
| —    | Willi Krakau                  |     |     |      |      |     | NS   |        |        | 0         |
| —    | Ludwig Fischer                |     |     |      |      |     | NS   |        |        | 0         |
| —    | Harry Merkel                  |     |     |      |      |     | NS   |        |        | 0         |
| —    | Alberto Crespo                |     |     |      |      |     |      |        | NSC    | 0         |
| —    | Piero Dusio                   |     |     |      |      |     |      |        | NSC    | 0         |
| Poz. | Constructor                   | SUI | 500 | BEL  | FRA  | GBR | DEU  | NLD    | ITA    | Puncte    |

| Legendă      | Legendă                                            |
| Culoare      | Rezultat                                           |
| ------------ | -------------------------------------------------- |
| Auriu        | Câștigător                                         |
| Argintiu     | Locul 2                                            |
| Bronz        | Locul 3                                            |
| Verde        | Alte locuri care punctează                         |
| Albastru     | Alte locuri                                        |
| Albastru     | Nu s-a clasat, dar a terminat cursa (NC)           |
| Purpuriu     | A abandonat cursa (Ab)                             |
| Negru        | Descalificat (DSC)                                 |
| Alb          | Nu a luat startul (NS)                             |
| Roșu         | Nu s-a calificat (NSC)                             |
| Fără culoare | Retras înainte de calificări (Ret)                 |
| Fără culoare | Exclus (EX)                                        |
| Fără culoare | Nu a participat (celulă goală)                     |
| Adnotare     | Însemnătate                                        |
| P            | Pole position                                      |
| R            | Cel mai rapid tur                                  |
| (6)          | Rezultatul nu a fost luat în considerare pentru CM |
| 1            | A împărțit mașina cu unul sau mai mulți piloți     |

## Alte curse importante
Aceste curse n-au contat în clasamentul Campionatului Mondial.
| Nume                          | Nume oficial                               | Circuit        | Dată          | Câștigător            | Constructor     | Detalii |
| ----------------------------- | ------------------------------------------ | -------------- | ------------- | --------------------- | --------------- | ------- |
| Marele Premiu Rio de Janeiro  | XI Grande Prêmio Cidade do Rio de Janeiro  | Gávea          | 20 ianuarie   | José Froilán González | Ferrari         | Detalii |
| Marele Premiu al Siracuzei    | II Gran Premio di Siracusa                 | Siracuza       | 16 martie     | Alberto Ascari        | Ferrari         | Detalii |
| Marele Premiu Valentino       | VI Gran Premio del Valentino               | Valentino Park | 6 aprilie     | Luigi Villoresi       | Ferrari         | Detalii |
| Trofeul Richmond              | IV Richmond Trophy                         | Goodwood       | 14 aprilie    | José Froilán González | Ferrari         | Detalii |
| Cupa Lavant                   | IV Lavant Cup                              | Goodwood       | 14 aprilie    | Mike Hawthorn         | Cooper- Bristol | Detalii |
| Marele Premiu Pau             | XIII Grand Prix de Pau                     | Pau            | 14 aprilie    | Alberto Ascari        | Ferrari         | Detalii |
| Marele Premiu Ibsley          | I Ibsley Grand Prix                        | Ringwood       | 19 aprilie    | Mike Hawthorn         | Cooper- Bristol | Detalii |
| Marele Premiu al Marsiliei    | X Grand Prix de Marseille                  | Marsilia       | 27 aprilie    | Alberto Ascari        | Ferrari         | Detalii |
| Trofeul Internațional BRDC    | IV BRDC International Trophy               | Silverstone    | 10 mai        | Lance Macklin         | HWM-Alta        | Detalii |
| Eläintarhanajot               | XIV Eläintarhanajot                        | Eläintarharata | 11 mai        | Roger Laurent         | Talbot-Lago     | Detalii |
| Marele Premiu Napoli          | V Gran Premio di Napoli                    | Posillipo      | 11 mai        | Giuseppe Farina       | Ferrari         | Detalii |
| Eifelrennen                   | XVI Internationales ADAC Eifelrennen       | Nürburgring    | 25 mai        | Rudi Fischer          | Ferrari         | Detalii |
| Marele Premiu al Parisului    | VI Grand Prix de Paris                     | Montlhéry      | 25 mai        | Piero Taruffi         | Ferrari         | Detalii |
| Marele Premiu Albigeois       | XIV Grand Prix de l'Albigeois              | Albi           | 1 iunie       | Louis Rosier          | Ferrari         | Detalii |
| Marele Premiu al Frontierelor | XXII Grand Prix des Frontières             | Chimay         | 1 iunie       | Paul Frère            | HWM-Alta        | Detalii |
| Trofeul Ulster                | VI Ulster Trophy                           | Dundrod        | 7 iunie       | Piero Taruffi         | Ferrari         | Detalii |
| Marele Premiu Monza           | V Gran Premio dell'Autodromo di Monza      | Monza          | 8 iunie       | Giuseppe Farina       | Ferrari         | Detalii |
| Circuitul Lacului             | IV Aix les Bains Circuit du Lac            | Aix-les-Bains  | 8 iunie       | Jean Behra            | Gordini         | Detalii |
| Cursa West Essex CC           | I West Essex CC Race                       | Boreham        | 21 iunie      | Reg Parnell           | Cooper- Bristol | Detalii |
| Marele Premiu Marne           | XX Grand Prix de la Marne                  | Reims          | 29 iunie      | Jean Behra            | Gordini         | Detalii |
| Marele Premiu Sables          | II Grand Prix de Sables d'Olonne           | Sables         | 13 iulie      | Luigi Villoresi       | Ferrari         | Detalii |
| Marele Premiu al Caenului     | I Grand Prix de Caen                       | Caen           | 27 iulie      | Maurice Trintignant   | Gordini         | Detalii |
| Trofeul Daily Mail            | II Daily Mail Trophy                       | Boreham        | 2 august      | Luigi Villoresi       | Ferrari         | Detalii |
| Marele Premiu Comminges       | XVI Grand Prix de Comminges                | Comminges      | 10 august     | André Simon           | Ferrari         | Detalii |
| Trofeul Național              | I National Trophy                          | Turnberry      | 23 august     | Mike Hawthorn         | Connaught       | Detalii |
| Marele Premiu Baule           | XI Grand Prix de la Baule                  | La Baule       | 24 august     | Alberto Ascari        | Ferrari         | Detalii |
| Marele Premiu al Modenei      | III Gran Premio di Modena                  | Modena         | 14 septembrie | Luigi Villoresi       | Ferrari         | Detalii |
| Circuitul Cadours             | IV Circuit de Cadours                      | Cadours        | 14 septembrie | Louis Rosier          | Ferrari         | Detalii |
| Cupa Madgwick                 | V Madgwick Cup                             | Goodwood       | 27 septembrie | Ken Downing           | Connaught       | Detalii |
| Avusrennen                    | VIII Internationales Avusrennen            | AVUS           | 28 septembrie | Rudi Fischer          | Ferrari         | Detalii |
| Memorialul Joe Fry            | Joe Fry Memorial Trophy                    | Castle Combe   | 4 octombrie   | Roy Salvadori         | Ferrari         | Detalii |
| Trofeul Newcastle Journal     | I Newcastle Journal Trophy                 | Charterhall    | 11 octombrie  | Dennis Poore          | Connaught       | Detalii |
| Marele Premiu Rio de Janeiro  | XII Grande Prêmio Cidade do Rio de Janeiro | Gávea          | 14 decembrie  | Henrique Casini       | Ferrari         | Detalii |